# Pteris xiaoyingiae
Pteris xiaoyingiae là một loài dương xỉ trong họ Pteridaceae. Loài này được H.He & Li Bing Zhang mô tả khoa học đầu tiên năm 2010.
Danh pháp khoa học của loài này chưa được làm sáng tỏ. 